# Maximiliano Jones Ivina
Maximiliano Jones Ivina (17 de junio de 1944 en Santa Isabel, Guinea española), es un político español-ecuatoguineano y ex-deportista de bobsleigh y tobogganing que participó en Juegos Olímpicos de Grenoble 1968.

## Biografía
Maximiliano Jones Ivina nació el 17 de junio de 1944 en Santa Isabel, Guinea española. Hijo de Adolfo Jones Wellah y de Rufina Ivina, nieto del terrateniente fernandino Maximiliano Cipriano Jones Brown y de María Wellah. Su tío, Wilwardo Jones Níger, fue también un terrateniente en la isla, además de dedicarse a la política. Sus primos incluyen al futbolista Miguel Jones, al político José Luis Jones y el corredor Juan Carlos Jones.
Fue presidente del Partido de la Coalición Democrática